# Eremogone ferrisiae
Eremogone ferrisiae är en nejlikväxtart som först beskrevs av LeRoy Abrams, och fick sitt nu gällande namn av R. L. Hartman och Rabeler. Eremogone ferrisiae ingår i släktet Eremogone och familjen nejlikväxter. Inga underarter finns listade i Catalogue of Life.